# Корнерупін
Корнерупін (англ. kornerupine; нім. Kornerupin n) — мінерал, складний алюмосилікат магнію, алюмінію і бору острівної будови.

## Етимологія та історія
Корнерупін вперше був відкритий у Гренландії і описаний в 1884 році Йоганнесом Теодором Лоренценом (1855—1884), який назвав мінерал за прізвищем данського геолога Андреаса Ніколауса Корнерупа (1857—1883).

## Загальний опис
Хімічна формула:
1. За К. Фреєм: Mg3Al6[Si2O7(Al, Si)2SiO10]О4(ОН).
2. За Є.Лазаренко: Mg4Al6[(O, OH)2|BO4|(SiO4)4.
3. За Г.Штрунцем: (Mg,Fe2+)Al4(Mg3Al2)[O4|(OH,O)|Si2O7|(Si(Al,B)Si)Σ3O10
Сингонія ромбічна.
Спайність довершена.
Твердість 6,5-6,75.
Густина 3,27.
Прозорий до напівпрозорого. Безбарвний або білий до коричневого. Залізистий різновид — виробний камінь кольору морської хвилі.
Блиск скляний.
За структурою схожий на силіманіт.
Корнерупін зазвичай утворюється в багатих на бор метаморфізованих вулканічних та осадових породах. Зустрічається в ґнейсах і слюдяних сланцях. Супутні мінерали включають андалузит, біотит, кордієрит, дюмортьєрит, грандідьєрит, гематит, ільменіт, корунд, кіаніт, магнетит, флогопіт, рутил, сапфірин, силіманіт, шпінель та різні турмаліни.
Форми виділення — волокнисті та стовпчасті агрегати.
Типова місцевість — поблизу поселення Кекертарсуатсіаат (Ґренландія), де було знайдено найбільші відомі кристали розміром до 23 см.

## Розповсюдження
Станом на 2011 рік, корнерупін було виявлено у 44 місцях.
Мінерал, зокрема, зустрічається в Гренландії в Бйорнесунді поблизу Сарфака в районі Кітаа. У ФРН (район Вальдгейму) корнерупін зустрічається у ґранулах з альбітом. Крупні кристали відомі на о. Мадагаскар.
Інші об'єкти знаходяться в Ендербі-Ленд та затоці Люцов-Голм у Східній Антарктиді; на станції Маунт-Ріддок та в гірському хребті Стренгвейс у Північній території Австралії; в Онгаїнгу, поблизу міста Могок у Мандалайському окрузі М'янми; біля Лак-Сент-Марі в Канаді — Оттава (Квебек); поблизу м. Цзісі в Китаї; на Ріо-Майо в муніципалітеті Меркадерес у колумбійському департаменті Каука; біля Варпайс'ярві та Кіттіля у Фінляндії; на пагорбі Ласамба та поблизу Мангарі в кенійській провінції Коуст; поблизу Амбовомбе, Бетрока і Махафалі в провінції Толіара на Мадагаскарі; поблизу Арендаля, Фроланда та Рісьору в провінції Ауст-Агдер і біля Бамбла в провінції Телемарк у Норвегії; на пагорбі Чілапіла в Мідному поясі в Замбії; поблизу Добшини у Словаччині; поблизу Порт-Шепстона, у Саутпансберзі та в Намакваленді в Південній Африці; поблизу Велігами в окрузі Матара у Шрі-Ланці; у горах Паміру в Таджикистані; на пагорбі Маутіа в регіоні Додома в Танзанії; на пагорбах Лабвор в районі Котідо, Уганда; на горі Мейс в окрузі Морріс та на озері Грінвуд у Нью-Джерсі, у Лайонсдейлі в окрузі Льюїс та у Ворренсбурзі в однойменному окрузі Нью-Йорка, а також на Мозес-Рок в окрузі Сан-Хуан у штаті Юта.

## Інтернет-ресурси
- Mineralienatlas: Kornerupin (Wiki)
- RRUFF Database-of-Raman-spectroscopy – Kornerupine (englisch)
- American-Mineralogist-Crystal-Structure-Database – Kornerupine (englisch)
- Mineral data publishing 2001 (PDF) [Архівовано 20 травня 2011 у Wayback Machine.]
- Webmineral data [Архівовано 28 грудня 2009 у Wayback Machine.]
- Mindat with locality data [Архівовано 23 березня 2010 у Wayback Machine.]
- Mineral galleries